# ウォルター・アンデレス
- ウォルター・アンデレス[1][2]
- ウォールター・アンドルース[3][9]

ウォルター・アンデレス（英: Walter Andrews、1852年9月26日 - 1932年11月1日）は、イギリスの宣教師。日本聖公会北海道地方部主教。明治期の日本において、「アイヌの父」の呼び名で知られる宣教師ジョン・バチェラーと共に、北海道の伝道に生涯をささげた。

## 経歴
イギリスのハートフォードで誕生した。ケンブリッジ大学セント・ジョンズ・カレッジを卒業後、1878年9月22日に司祭に按手された。ケントの教会の勤務を経て、1878年に英国聖公会宣教協会（以下、CMSと略）の宣教師として日本を訪れ、長崎県で伝道した。長崎では、日本最初のプロテスタント教会である「英国聖公会会堂」でハーバート・モ－ンドレルの後任として6代目チャプレンを務めた。
喘息に悩んだため、転地療養のために、イギリスに似た気候の地として、1882年に北海道函館区に転任した。当時の函館では信徒が2つに分裂する事態にあったが、アンデレスはジョン・バチェラーと協力して、双方の信徒たちを和解させ、事態の収拾に成功し、CMSの北海道地方代表を務めた。また彼の在任中に、病身のアンデレスを支えるために姉ルイザ（Louisa Andrews、1843年 - 1936年）が日本を訪れ、バチェラーと結婚し、彼の良き協力者となった。アンデレスもまたバチェラーを支援し、20年間にわたってアイヌへの伝道、拓殖移民地への教会設置に尽力した。
1888年（明治21年）、アンデレスは函館に靖和女学校を開設する。また、その後、函館伝道学校も開設されたが、これは間もなく主教のフィリップ・ファイソンが校長に就任し、婦人伝道師の養成はミス・タプソンが担い、東川診療所はコルバン博士が担当するなど、それそれの所管があった。
本州から多くの開拓民が北海道に渡ると共に、北海道内各地の伝道で、明治30年代に16の教会が設立されており、これはアンデレスの働きが大きいと見られている。
1903年に、CMSの北海道代表の地位を退いて帰郷、ダラムなどでの牧師として勤めた。後に北海道司法部主教が退職したことで、1910年3月に次期司教として再び日本にわたり、函館に着任し、地方部の自治と日本人教役者の養成に挺身した。
1917年に退職、1918年にイギリスに帰郷し、チチェスターのセント・バーソロミューの主教を務めた。1932年11月に、セント・レナード・オン・シーで死去した。

## 函館市中央図書館デジタル資料館
同資料館では、函館靖和女学校の職員及び生徒たちと映るアンデレスの写真や、アイヌ学校の職員と生徒らと映る同氏の写真など明治期の貴重な写真が公開されている。